# Sól potasowa

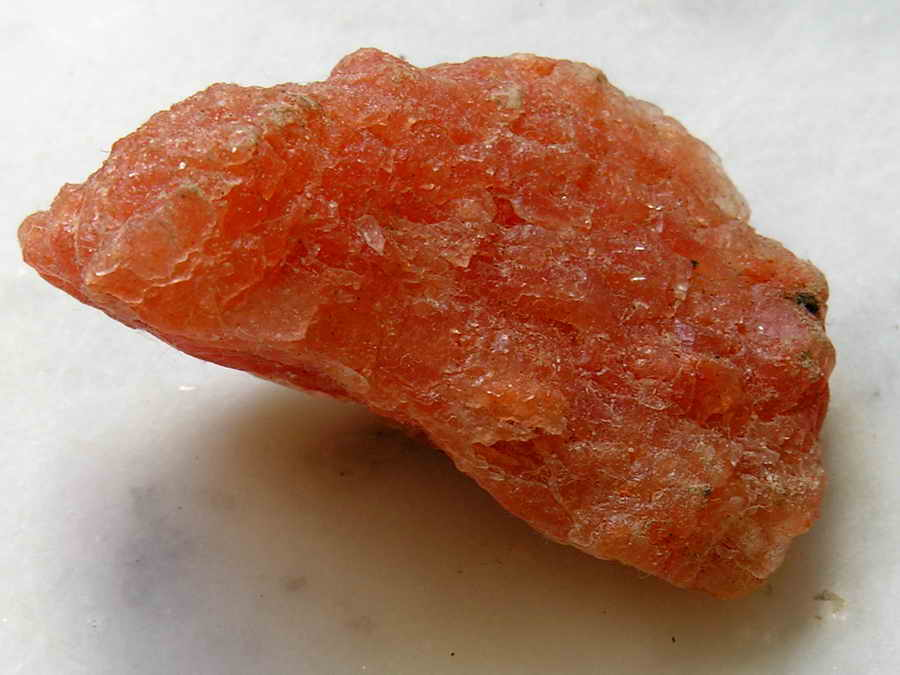
Sól potasowa

Sól potasowa, sylwinit – chemiczna skała osadowa powstająca podczas parowania wody z mórz i słonych jezior. Głównym składnikiem jest sylwin, minerał typu ewaporatu, zawierający głównie chlorek potasu, KCl. Zaliczana jest do tzw. niesodowych soli kuchennych i pozwala ograniczyć spożycie sodu.

## Właściwości
Poza sylwinem zawiera pewne ilości halitu (NaCl), a także polihalitu, anhydrytu, gipsu, kizerytu, kainitu, karnalitu, epsomitu i minerałów ilastych. Jest podobna pod względem najważniejszych cech fizykochemicznych do soli kamiennej:
- jest miękka, plastyczna i łatwo rozpuszcza się w wodzie
- ma drobno- lub średnioziarnistą strukturę
- ma masywną, przeważnie warstwowaną teksturę

Różnice:
- gorzki posmak[1]
- nieco większa twardość
- z powodu obecności jonów żelaza bywa zabarwiony na kolor od jasno- do ciemnoróżowego[2]

W formie granulowanej używana jest jako potasowy nawóz mineralny dla roślin mało wrażliwych na chlorki.
Znajduje zastosowanie jako zamiennik soli kuchennej, szczególnie dla osób, które powinny stosować dietę niskosodową. Gorzki smak nie jest wyczuwany, gdy KCl stosowany jest w mieszankach z NaCl, a jego zawartość nie przekracza 30–40% (w niektórych produktach, np. serze, do 50%).

## Występowanie
Największe złoża na świecie znajdują się w:
- Rosji – Solikamsk na Uralu
- Turkmenistanie - zatoka Kara Bogaz Goł (wschodnie wybrzeże Morza Kaspijskiego)
- Białorusi – Soligorsk
- Kanadzie – prowincja Saskatchewan
- Niemczech – Hanower, Merkers[3]
- W Polsce występuje w cechsztyńskich osadach na Niżu Polskim, m.in. w kujawskich słupach solnych w Inowrocławiu, Wapnie, Kłodawie.